# Enrico I di Brabante
Enrico di Lovanio conosciuto anche come Enrico I di Brabante detto il "guerriero" (Lovanio, 1165 – Colonia, 5 settembre 1235) è stato un condottiero tedesco fu Duca della Bassa Lorena (Lotaringia), duca di Lovanio e duca di Brabante, dal 1190 alla sua morte.

## Origine
Secondo la  Genealogia Ducum Brabantiæ Heredum Franciæ, Enrico era figlio del Langravio e poi duca del Brabante, conte di Lovanio e Bruxelles, Margravio di Anversa e Duca della Bassa Lorena (Lotaringia), Goffredo II e della moglie Margherita di Limburgo, che ancora secondo la  Genealogia Ducum Brabantiæ Heredum Franciæ, era figlia di Enrico II, conte d'Arlon e Duca di Limburgo, come ci viene confermato anche dagli Annales Parchenses e dai Trophées tant sacrés que profanes du duché de Brabant e della moglie, Matilde di Saffenberg, erede di Rodi.
Sempre secondo la  Genealogia Ducum Brabantiæ Heredum Franciæ, Goffredo III di Lovanio era figlio del Langravio del Brabante, conte di Lovanio e Bruxelles, Margravio di Anversa e Duca della Bassa Lorena (Lotaringia), Goffredo III e della moglie Luitgarda di Sulzbach, che ancora secondo la  Genealogia Ducum Brabantiæ Heredum Franciæ, era figlia di Berengario I di Sulzbach e della sua seconda moglie, Adelaide di Wolfratshausen.

## Biografia
Enrico divenne nel 1179 conte di Bruxelles e nel 1183, l'Imperatore, Federico Barbarossa gli garantì il titolo di "Duca di Brabante".
Tra il 1182 e il 1184 Enrico assieme al padre, Goffredo si unì alla crociata di Gerusalemme; secondo il Gestorum Abbatem Trudonensium Continuatio Tertia II, fu nel 1183, e sempre secondo il Gestorum Abbatem Trudonensium Continuatio Tertia II, Enrico sulla via del ritorno distrusse una città. 
Nel 1185, secondo il documento nº 494 del Niederrheins Urkundenbuch, Band I, suo padre, Goffredo (Godefridus dux Lotharingie) alla presenza dei figli Enrico (Heinrico milite) e Alberto (Alberto clerico), restituì una proprietà alla chiesa di Aquisgrana.
Suo padre, Goffredo (Godefridus dux Lotharingie) morì nel 1190, come ci riportano gli Annales Blandinienses, il 10 agosto, secondo i Trophées tant sacrés que profanes du duché de Brabant (anche la Chronique des ducs de Brabant, Volume 2 conferma questa data). Venne sepolto nella Chiesa di San Pietro di Lovanio, accanto alla prima moglie Margherita.
Il titolo ducale venne trasmesso al figlio primogenito, Enrico (come ci confermano sia la Chronique des ducs de Brabant, Volume 2, sia la Chroniques des ducs de Brabant, composées par Adrian de Barland) tramite la Dieta di Schwäbisch Hall (settembre 1190).

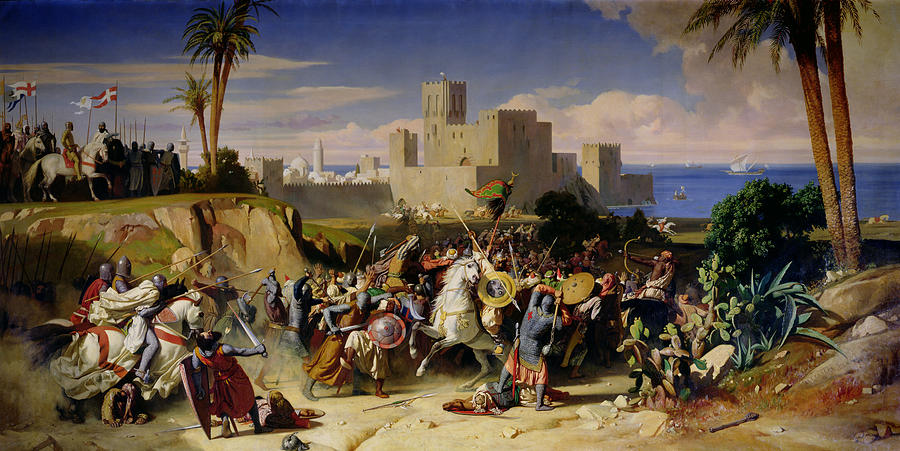
La presa di Beirut di Alexandre-Jean-Baptiste Hesse (1842)

Enrico fu uno dei leader della crociata del 1197 alla quale si aggregò a metà dei quell'anno. Nell'ottobre dello stesso anno partecipò alla riconquista di Beirut e poi, con le truppe crociate, si diresse su Jaffa. Ma in fase di avvicinamento alla città ricevette la notizia della morte di Enrico II di Champagne re di Gerusalemme. Ritornò allora a San Giovanni d'Acri e gestì ad interim il regno fino all'arrivo, nel gennaio 1198, del nuovo re di Cipro Amalrico II di Lusignano, come ci narra lo storico britannico e noto medievalista e bizantinista, Steven Runciman, nel suo A History of the Crusades: Volume 3 (non consultato).
Ritornato dalla Crociata, Enrico, il 10 luglio fidanzò la sua primogenita, Maria, con Ottone IV di Brunswick, che il 9 giugno 1198 era stato eletto a Colonia re di Germania (Rex Romanorum) dai principi guelfi del basso Reno; l'incoronazione ebbe luogo ad Aquisgrana il 12 luglio e fu celebrata da Adolfo, arcivescovo di Colonia, in contrapposizione a Filippo di Svevia, incoronato a Magonza, l'8 settembre.
 Enrico si schierò con Ottone, e all'inizio della guerra civile, verso la fine del 1198, Enrico fermò l'avanzata di Filippo, impedendogli la conquista di Colonia e fu tra i firmatari della lettera inviata al Papa Innocenzo III, per richiedere sia la conferma a re di Germania che l'incoronazione imperiale di Ottone.
Pur mantenendosi tra i sostenitori di Ottone, dopo il 1200, la sua lealtà cominciò a vacillare, ed inoltre aprì dei contenziosi con il duca di Gheldria, Ottone I,ed il conte d'Olanda, Teodorico VII (secondo il capitolo nº 62b della Chronologia Johannes de Beke, Teodorico attaccò il Brabante, ma, sulla via del ritorno, incontrò l'esercito di Enrico I, che aveva già sconfitto Ottone I di Gheldria, alleato di Teodorico VII, e, a Heusden, Teodorico venne sconfitto e fatto prigioniero).
Nell'estate del 1204, soprattutto perché Ottone non aveva mantenuto fede alla promessa di matrimonio con Maria, la figlia di Enrico, quest'ultimo pensò di passare nel campo avversario, e, il 12 novembre a Coblenza, giurò fedeltà a Filippo. Enrico, nel 1205, raggiunse Filippo che stava attaccando Colonia, concedendogli il suo aiuto per cinquecento marchi a settimana; dopo un anno la città non era ancora caduta, ma era completamente assediata; con la mediazione di Enrico duca di Brabante, a Coblenza, l'11 novembre 1206, vennero stabiliti i preliminari per la pace del gennaio 1207.
Nel 1208, dopo l'assassinio di Filippo di Svevia re di Germania, Enrico di Brabante fu proposto come successore al trono da Filippo II di Francia (avvicinando Enrico al re di Francia) e da Irene Angelo, la vedova di Filippo di Svevia; ma Irene morì in agosto, e, dato che non tutti i nobili la appoggiarono, la proposta fu lasciata cadere.
 Ottone giunse ad un accordo con i ghibellini Staufen, fidanzandosi con Beatrice, la figlia di Filippo; in una elezione a Francoforte l'11 novembre 1208, egli ottenne il sostegno di tutti i principi elettorali ed Enrico, pur non essendo convinto, accettò il fatto compiuto.
Durante la ribellione dei principi tedeschi del 1211, Enrico rimase fedele all'imperatore Ottone IV (Ottone era stato incoronato imperatore a Roma, da papa Innocenzo III, nell'ottobre 1209).
Nel 1213, Enrico, vedovo dal 1210, rafforzò la sua alleanza con il re di Francia, Filippo II Augusto, sposando la figlia Maria di Francia, vedova di Filippo I di Namur detto il nobile.
Enrico fu al fianco di Filippo II Augusto alla dieta di Soissons, quando decise di radunare una flotta per invadere l'Inghilterra.
Dopo che la flotta francese era stata annientata e molti suoi sudditi erano fautori di una alleanza con il re d'Inghilterra, Giovanni senza terra, Enrico si riavvicinò a Ottone IV, che capeggiava l'alleanza con Giovanni.
Il legame di Enrico con Ottone IV, rimasto vedovo di Beatrice, fu rinsaldato, nel maggio del 1214, con il matrimonio, diciassette anni dopo l'impegno di fidanzamento, di Ottone e Maria, figlia di Enrico; Enrico partecipò alla campagna contro il regno di Francia, raggiunse l'imperatore Ottone IV, suo genero, nei pressi di Bruxelles, ma i due vennero sconfitti, nel 1214, nella battaglia di Bouvines, vicino a Lilla. Il duca Enrico fu uno tra i primi a darsi alla fuga.
Negli anni 1233 e 1234 condusse i cittadini di Brema ed i loro alleati militari nella crociata contro gli Stedinger, che si concluse a favore dei primi con la battaglia di Altenesch (come ci conferma la Chronique des ducs de Brabant, Volume 2).
Il suo rapporto con l'imperatore Federico II fu buono, tanto che, nel 1235, fu tra le personalità che si recarono in Inghilterra, per accompagnare Isabella d'Inghilterra la futura (terza) moglie di Federico II, da Sandwich ad Anversa per essere condotta a Colonia e, dopo sei settimane, a Worms, per il matrimonio.
In quello stesso periodo, Enrico ebbe contatti col re d'Inghilterra, Enrico III.

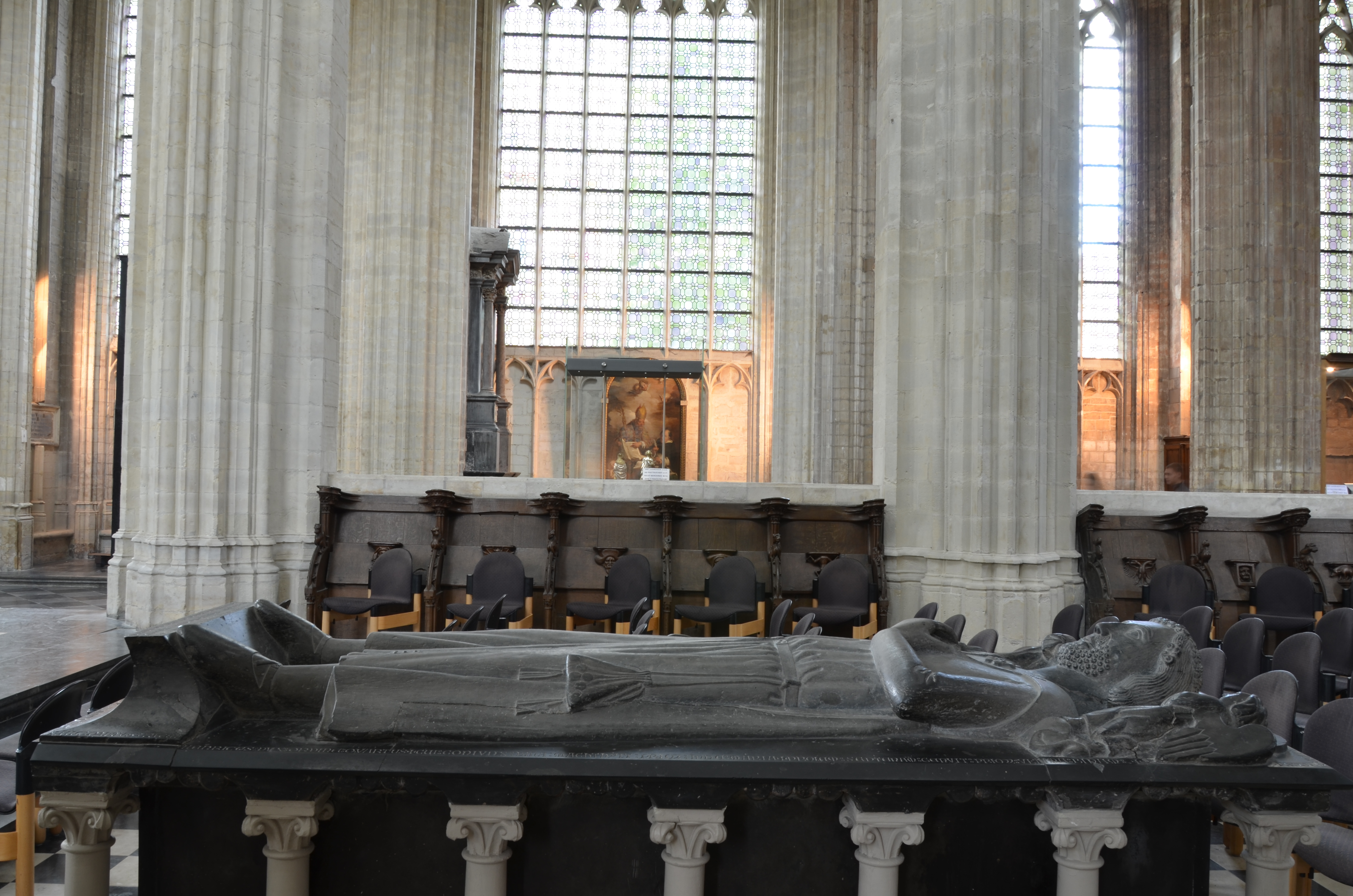
La tomba di Enrico I di Brabante nella Collegiata di San Pietro a Lovanio.

Enrico secondo gli Annales Parchenses morì nel 1235 (1235 obiit Heinricus dux Lotharingie); la Chronique des ducs de Brabant, Volume 2 ci riporta che Enrico morì a Colonia, il corpo venne traslato a Lovanio, dove venne sepolto nella Collegiata di San Pietro, accanto alla prima moglie e dove sarà raggiunto dalla figlia Maria, imperatrice, ed infine che gli succedette il figlio Enrico.

## Matrimoni e discendenza
Sposò in prime nozze la nipote di Filippo d'Alsazia, Conte delle Fiandre, Matilde di Lorena (Anversa, 1170 - Lovanio, 1210), come ci viene confermato sia dalla Flandria Generosa (Continuatio Bruxellensis), che dal Gisleberti Chronicon Hanoniense, figlia del Conte consorte di Boulogne, Matteo di Lorena e della Contessa di Boulogne, Maria, come ci viene confermato sia dalla Flandria Generosa (Continuatio Bruxellensis), che dal Gisleberti Chronicon Hanoniense (secondo il Trophees tant sacres que profanes de la duché de Brabant..., Volume 1 la morte di Matilde è avvenuta nel 1211 e fu sepolta a Lovanio, nella Collegiata di San Pietro).
Enrico da Matilde ebbe 6 figli:
- Maria (ca. 1190-1260), che, secondo la Genealogia Ducum Brabantiæ Heredum Franciæ era la figlia femmina primogenita[43] e che, secondo la Chronicæ Regiæ Coloniensis Continuatio Prima, sposò, nel 1214, l'imperatore, Ottone IV di Brunswick[44] e successivamente, dopo essere rimasta vedova, sposò il conte d'Olanda, Guglielmo I, come conferma il capitolo nº 65b della Chronologia Johannes de Beke[45];
- Margherita (ca. 1192-1231), che, secondo la Genealogia Ducum Brabantiæ Heredum Franciæ era la figlia femmina secondogenita[46], che sposò Gerardo III di Gheldria, come da contratto di matrimonio, documento nº 414, datato 1206, del Oorkondenboek der Graafschappen Gelre en Zutfen tot op den Slag..., Volume 1[47];
- Adelaide (dopo il 1192-1265), che, secondo la Genealogia Ducum Brabantiæ Heredum Franciæ era la figlia femmina terzogenita[48], che sposò, nel 1206 Arnolfo III, conte di Looz († 1223), nel 1225 il conte d'Alvernia, Guglielmo X di Clermont[49] (1195 † 1247), ed infine, nel 1250 circa[42] Arnoldo di Wesemael, maresciallo del Brabante († dopo il 1288);
- Matilde[43] (1200-1267), sposò Enrico Elettore Palatino e successivamente, dopo essere rimasta vedova il conte d'Olanda, Fiorenzo IV[43] (1210-1234);
- Enrico[43] (1207-1248), Duca del Brabante e di Lorena[43];
- Goffredo[43] (1209-1254), signore di Herstal.

Per rafforzare l'alleanza francese, Enrico si risposò, in seconde nozze, nel 1213 con Maria di Francia, vedova di Filippo I di Namur detto il nobile, figlia di Filippo II di Francia e della sua terza moglie Agnese di Merania, otto giorni dopo la Pasqua, dopo che Enrico aveva partecipato, a Soissons, il lunedì successivo alla domenica delle Palme alla dieta indetta dal re di Francia, Filippo II, come ci viene confermato dalla Chronica Albrici Monachi Trium Fontium; secondo gli Annales Parchenses, il matrimonio venne celebrato nel 1214.
Enrico da Maria ebbe 2 figlie:
- Elisabetta († 1266 circa), che, secondo la Genealogia Ducum Brabantiæ Heredum Franciæ era l'unica figlia del secondo matrimonio[52], che sposò a Lovanio il 19 marzo 1233 Teodorico il figlio del conte di Cleves, Teodorico V[53], signore di Dinslaken (c. 1214–1244), e nel 1246 Gherardo II, conte di Wassenberg e signore di Sprimont († 1255)
- Maria, morta in tenera età.

## Ascendenza
|                         |                             |                                   | Genitori                |  |  | Nonni |  |  | Bisnonni              |  |  | Trisnonni            |  |
|                         |                             |                                   |                         |  |  |       |  |  | Goffredo I di Lovanio |  |  | Enrico II di Lovanio |  |
|                         |                             |                                   |                         |  |  |       |  |  | Goffredo I di Lovanio |  |  | Enrico II di Lovanio |  |
|                         |                             | Adelaide di Betuwe                |                         |  |  |       |  |  | Goffredo I di Lovanio |  |  |                      |  |
| Goffredo II di Lovanio  |                             |                                   |                         |  |  |       |  |  | Goffredo I di Lovanio |  |  |                      |  |
|                         |                             | Ida di Chiny                      | Ottone II di Chiny      |  |  |       |  |  |                       |  |  |                      |  |
|                         |                             | Ida di Chiny                      | Ottone II di Chiny      |  |  |       |  |  |                       |  |  |                      |  |
|                         |                             | Ida di Chiny                      | Adelaide di Namur       |  |  |       |  |  |                       |  |  |                      |  |
| Goffredo III di Lovanio |                             | Ida di Chiny                      |                         |  |  |       |  |  |                       |  |  |                      |  |
|                         |                             | Berengario II di Sulzbach         | Gebeardo II di Sulzbach |  |  |       |  |  |                       |  |  |                      |  |
|                         |                             | Berengario II di Sulzbach         | Gebeardo II di Sulzbach |  |  |       |  |  |                       |  |  |                      |  |
|                         |                             | Berengario II di Sulzbach         | Irmgarda di Roth        |  |  |       |  |  |                       |  |  |                      |  |
| Luitgarda di Sulzbach   |                             | Berengario II di Sulzbach         |                         |  |  |       |  |  |                       |  |  |                      |  |
|                         |                             | Adelaide di Dießen-Wolfratshausen | …                       |  |  |       |  |  |                       |  |  |                      |  |
|                         |                             | Adelaide di Dießen-Wolfratshausen | …                       |  |  |       |  |  |                       |  |  |                      |  |
|                         |                             | Adelaide di Dießen-Wolfratshausen | …                       |  |  |       |  |  |                       |  |  |                      |  |
| Enrico I di Brabante    |                             | Adelaide di Dießen-Wolfratshausen |                         |  |  |       |  |  |                       |  |  |                      |  |
|                         | Valerano della Bassa Lorena | Enrico della Bassa Lorena         |                         |  |  |       |  |  |                       |  |  |                      |  |
|                         | Valerano della Bassa Lorena | Enrico della Bassa Lorena         |                         |  |  |       |  |  |                       |  |  |                      |  |
|                         | Valerano della Bassa Lorena | Adelaide di Podenstein            |                         |  |  |       |  |  |                       |  |  |                      |  |
| Enrico II di Limburgo   | Valerano della Bassa Lorena |                                   |                         |  |  |       |  |  |                       |  |  |                      |  |
|                         |                             | Giuditta von Wassenberg           | Gerardo I di Gheldria   |  |  |       |  |  |                       |  |  |                      |  |
|                         |                             | Giuditta von Wassenberg           | Gerardo I di Gheldria   |  |  |       |  |  |                       |  |  |                      |  |
|                         |                             | Giuditta von Wassenberg           | Clemenza d'Aquitania    |  |  |       |  |  |                       |  |  |                      |  |
| Margherita di Limburgo  |                             | Giuditta von Wassenberg           |                         |  |  |       |  |  |                       |  |  |                      |  |
|                         |                             | Adolfo di Saffenberg              | …                       |  |  |       |  |  |                       |  |  |                      |  |
|                         |                             | Adolfo di Saffenberg              | …                       |  |  |       |  |  |                       |  |  |                      |  |
|                         |                             | Adolfo di Saffenberg              | …                       |  |  |       |  |  |                       |  |  |                      |  |
| Matilde di Saffenberg   |                             | Adolfo di Saffenberg              |                         |  |  |       |  |  |                       |  |  |                      |  |
|                         |                             | …                                 | …                       |  |  |       |  |  |                       |  |  |                      |  |
|                         |                             | …                                 | …                       |  |  |       |  |  |                       |  |  |                      |  |
|                         |                             | …                                 | …                       |  |  |       |  |  |                       |  |  |                      |  |
|                         |                             | …                                 |                         |  |  |       |  |  |                       |  |  |                      |  |

### Letteratura storiografica
- (FR)  Trophées tant sacrés que profanes du duché de Brabant.
- (FR)  Chroniques des ducs de Brabant, composées par Adrian de Barland.
- Austin Lane Poole, Federico Barbarossa e la Germania, cap. XXVI, vol. IV (La riforma della chiesa e la lotta fra papi e imperatori) della Storia del Mondo Medievale, 1999, pp. 823–858.
- Austin Lane Poole, Filippo di Svevia e Ottone IV, cap. II, vol. V (Il trionfo del papato elo sviluppo comunale) della Storia del Mondo Medievale, 1999, pp. 54-93.
- Austin Lane Poole, La Germania sotto il regno di Federico II, cap. III, vol. V (Il trionfo del papato elo sviluppo comunale) della Storia del Mondo Medievale, 1999, pp. 94-127.
- Frederick Maurice Powicke, I regni di Filippo Augusto e Luigi VIII di Francia, cap. XIX, vol. V (Il trionfo del papato elo sviluppo comunale) della Storia del Mondo Medievale, 1999, pp. 776–828.
- E.F. Jacob, Inghilterra: Enrico III, cap. V, vol. VI (Declino dell'impero e del papato e sviluppo degli stati nazionali) della Storia del Mondo Medievale, 1999, pp. 198-234.
- Steven Runciman, East and West Today and Yesterday, Octagon Press, 1978
- Alfred Haverkamp, Medieval Germany 1056-1273, Oxford University Press, 1988